# Iso-Haaranen
Iso-Haaranen och Pieni-Haaranen är sjöar i Finland. De ligger i kommunen Saarijärvi i landskapet Mellersta Finland, i den centrala delen av landet, 270 km norr om huvudstaden Helsingfors. Iso-Haaranen ligger 146 meter över havet. Den är 8,1 meter djup. Arean är 48,7 hektar och strandlinjen är 6,84 kilometer lång. Sjön  ingår i Kymmene älvs huvudavrinningsområde.   I omgivningarna runt Iso-Haaranen växer i huvudsak blandskog.